# Маргиев, Сергей Сосланович
Серге́й Сосла́нович Марги́ев (род. 6 ноября 1992 года, Владикавказ, Северная Осетия, Россия) — молдавский метатель молота. Призер чемпионата Европы среди юниоров (2011). Участник трёх Олимпийских игр (2012, 2016, 2020).
Младший брат молдавских метательниц молота Залины и Марины Маргиевых. Тренирует спортсмена его отец Сослан Маргиев.